# Agnese di Hohenlohe-Langenburg
Principessa Maria Agnese Enrichetta di Hohenlohe-Langenburg, nome completo in tedesco: Marie Agnes Henriette, Prinzessin zu Hohenlohe-Langenburg (Langenburg, 5 dicembre 1804 – Haid, 9 settembre 1835), era un membro del Casato di Hohenlohe-Langenburg ed una Principessa di Hohenlohe-Langenburg per nascita. Attraverso il suo matrimonio con Costantino, Principe Ereditario di Löwenstein-Wertheim-Rosenberg, Agnese era anche un membro del Casato di Löwenstein-Wertheim-Rosenberg e Principessa Ereditaria di Löwenstein-Wertheim-Rosenberg.
Attraverso sua figlia Adelaide di Löwenstein-Wertheim-Rosenberg, Agnese è una antenata di numerose famiglie reali cattoliche europee..

## Biografia

### Infanzia
Agnese era l'undicesima dei figli di Carlo Ludovico, Principe di Hohenlohe-Langenburg e di sua moglie la Contessa Amalia Enrichetta di Solms-Baruth.

### Matrimonio

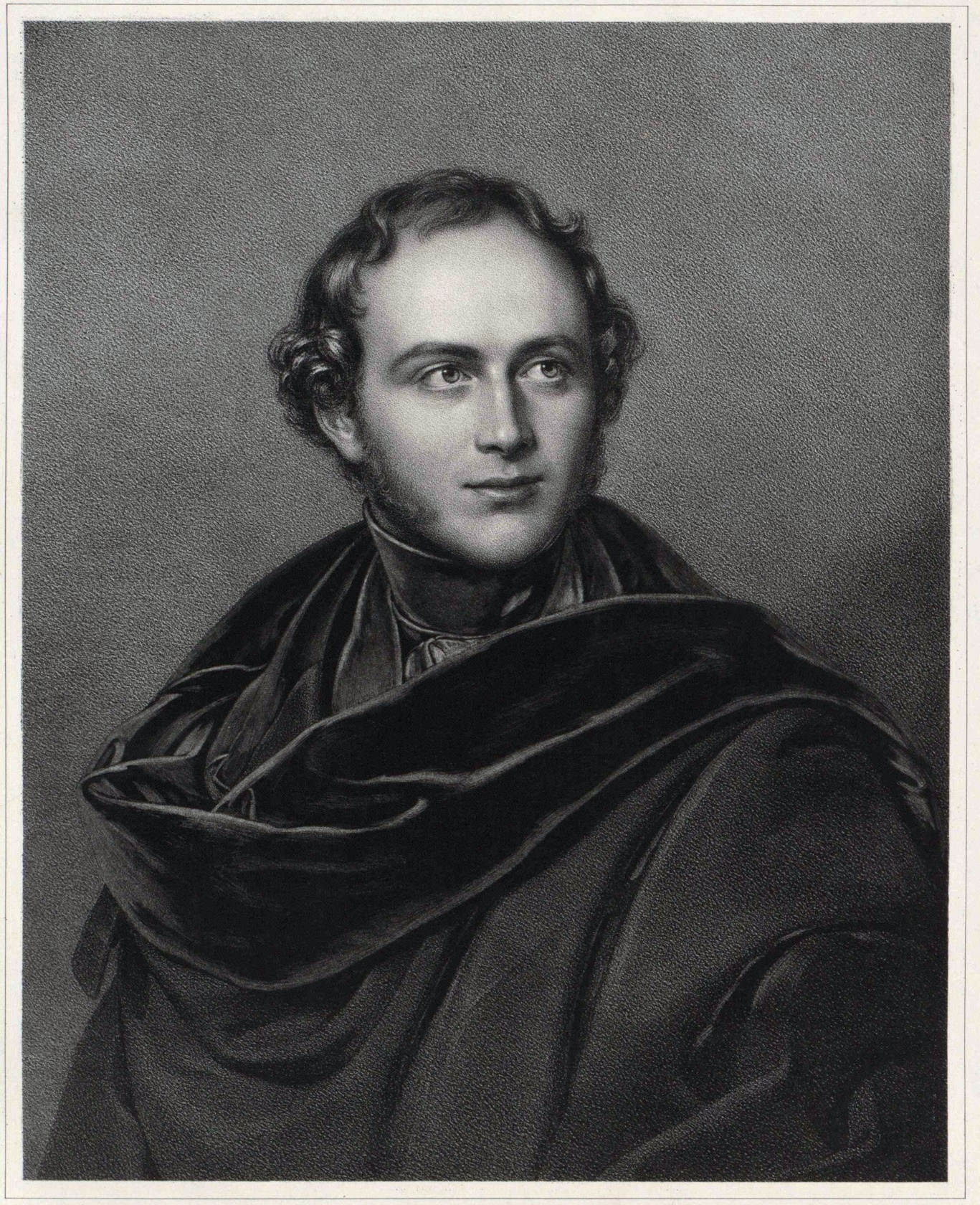
Costantino, Principe Ereditario di Löwenstein-Wertheim-Rosenberg

Agnese sposò Costantino, Principe Ereditario di Löwenstein-Wertheim-Rosenberg, figlio maggiore ed unico figlio maschio di Carlo Tommaso, Principe di Löwenstein-Wertheim-Rosenberg e di sua moglie la Principessa Sofia di Windisch-Grätz, il 31 maggio 1829 al Castello di Wildeck a Zschopau nel Regno di Sassonia.

### Morte

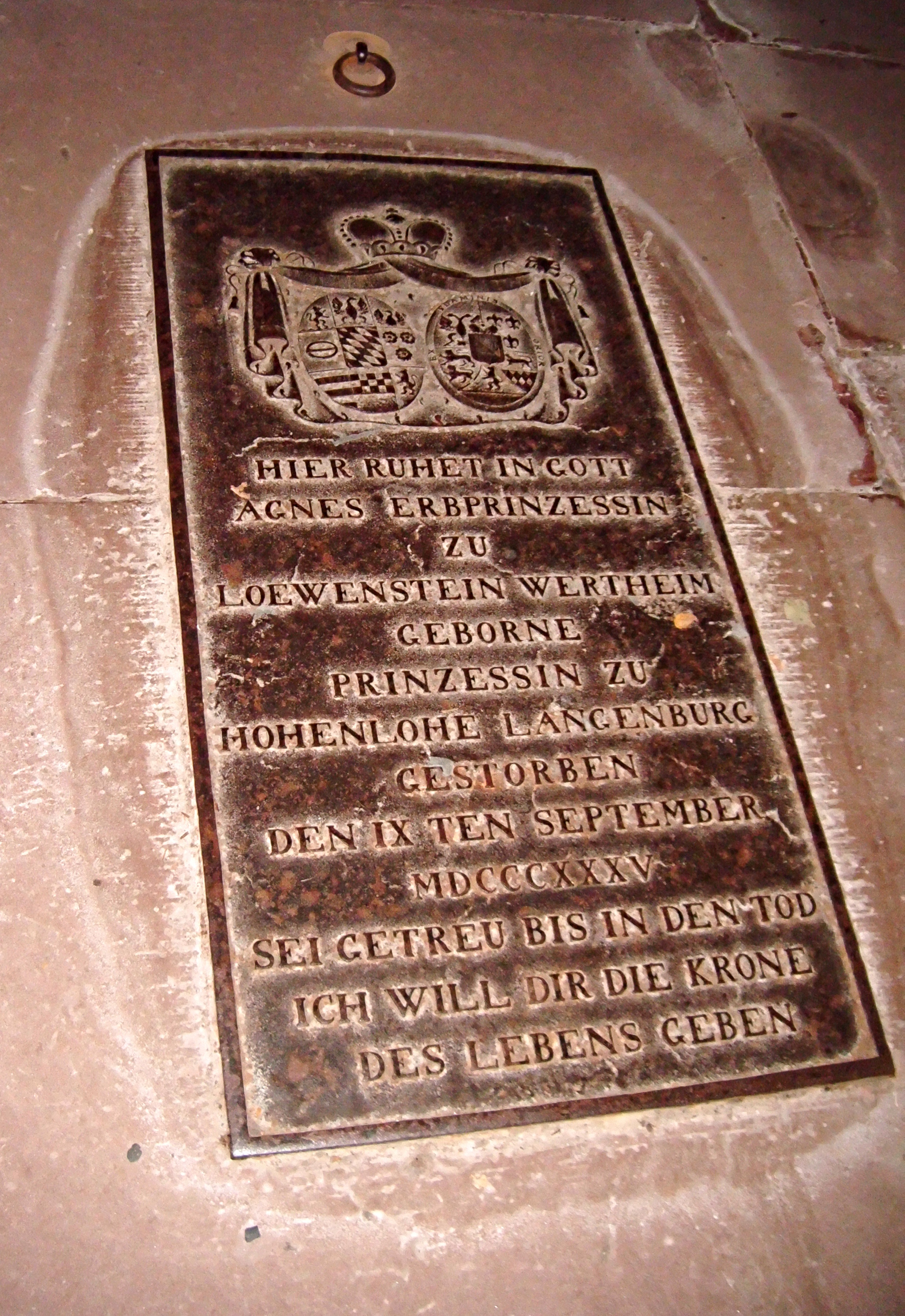
La tomba di Agnese di Hohenlohe-Langenburg

Agnese di Hohenlohe-Langenburg morì il 9 settembre 1835 a Haid, prima di diventare Principessa consorte.

## Discendenza
Agnese e Costantino ebbero due figli:
- Adelaide di Löwenstein-Wertheim-Rosenberg (3 aprile 1831 - 16 dicembre 1909). Sposò Michele del Portogallo.
- Carlo, VI Principe di Löwenstein-Wertheim-Rosenberg (21 maggio 1834 - 8 novembre 1921). Sposò la Principessa Sofia del Liechtenstein. Sofia era la figlia di Aloisio II, Principe del Liechtenstein e della Contessa Franziska Kinsky von Wchinitz und Tettau.

## Ascendenza
|                                            |                             |                                            | Genitori                                            |  |  | Nonni |  |  | Bisnonni                       |  |  | Trisnonni                                 |  |
|                                            |                             |                                            |                                                     |  |  |       |  |  | Ludwig zu Hohenlohe-Langenburg |  |  | Albrecht Wolfgang zu Hohenlohe-Langenburg |  |
|                                            |                             |                                            |                                                     |  |  |       |  |  | Ludwig zu Hohenlohe-Langenburg |  |  | Albrecht Wolfgang zu Hohenlohe-Langenburg |  |
|                                            |                             | Sofie Amalie von Nassau-Saarbrücken        |                                                     |  |  |       |  |  | Ludwig zu Hohenlohe-Langenburg |  |  |                                           |  |
| Christian Albrecht zu Hohenlohe-Langenburg |                             |                                            |                                                     |  |  |       |  |  | Ludwig zu Hohenlohe-Langenburg |  |  |                                           |  |
|                                            |                             | Eleonore von Nassau-Saarbrücken            | Ludwig Kraft von Nassau-Saarbrücken                 |  |  |       |  |  |                                |  |  |                                           |  |
|                                            |                             | Eleonore von Nassau-Saarbrücken            | Ludwig Kraft von Nassau-Saarbrücken                 |  |  |       |  |  |                                |  |  |                                           |  |
|                                            |                             | Eleonore von Nassau-Saarbrücken            | Philippine Henriette zu Hohenlohe-Langenburg        |  |  |       |  |  |                                |  |  |                                           |  |
| Karl Ludwig zu Hohenlohe-Langenburg        |                             | Eleonore von Nassau-Saarbrücken            |                                                     |  |  |       |  |  |                                |  |  |                                           |  |
|                                            |                             | Friedrich Carl zu Stolberg-Gedern          | Ludwig Christian zu Stolberg-Gedern                 |  |  |       |  |  |                                |  |  |                                           |  |
|                                            |                             | Friedrich Carl zu Stolberg-Gedern          | Ludwig Christian zu Stolberg-Gedern                 |  |  |       |  |  |                                |  |  |                                           |  |
|                                            |                             | Friedrich Carl zu Stolberg-Gedern          | Christine von Mecklenburg-Güstrow                   |  |  |       |  |  |                                |  |  |                                           |  |
| Caroline zu Stolberg-Gedern                |                             | Friedrich Carl zu Stolberg-Gedern          |                                                     |  |  |       |  |  |                                |  |  |                                           |  |
|                                            |                             | Luise Henriette von Nassau-Saarbrücken     | Ludwig Kraft von Nassau-Saarbrücken (= 18)          |  |  |       |  |  |                                |  |  |                                           |  |
|                                            |                             | Luise Henriette von Nassau-Saarbrücken     | Ludwig Kraft von Nassau-Saarbrücken (= 18)          |  |  |       |  |  |                                |  |  |                                           |  |
|                                            |                             | Luise Henriette von Nassau-Saarbrücken     | Philippine Henriette zu Hohenlohe-Langenburg (= 19) |  |  |       |  |  |                                |  |  |                                           |  |
| Agnes zu Hohenlohe-Langenburg              |                             | Luise Henriette von Nassau-Saarbrücken     |                                                     |  |  |       |  |  |                                |  |  |                                           |  |
|                                            | Johann Karl zu Solms-Baruth | Johann Christian I zu Solms-Baruth         |                                                     |  |  |       |  |  |                                |  |  |                                           |  |
|                                            | Johann Karl zu Solms-Baruth | Johann Christian I zu Solms-Baruth         |                                                     |  |  |       |  |  |                                |  |  |                                           |  |
|                                            | Johann Karl zu Solms-Baruth | Helena Constantia Henckel von Donnersmarck |                                                     |  |  |       |  |  |                                |  |  |                                           |  |
| Johann Christian II zu Solms-Baruth        | Johann Karl zu Solms-Baruth |                                            |                                                     |  |  |       |  |  |                                |  |  |                                           |  |
|                                            |                             | Luise zur Lippe-Biesterfeld                | Rudolf Ferdinand zur Lippe-Biesterfeld              |  |  |       |  |  |                                |  |  |                                           |  |
|                                            |                             | Luise zur Lippe-Biesterfeld                | Rudolf Ferdinand zur Lippe-Biesterfeld              |  |  |       |  |  |                                |  |  |                                           |  |
|                                            |                             | Luise zur Lippe-Biesterfeld                | Juliane Louise von Kunowitz                         |  |  |       |  |  |                                |  |  |                                           |  |
| Amalie Henriette zu Solms-Baruth           |                             | Luise zur Lippe-Biesterfeld                |                                                     |  |  |       |  |  |                                |  |  |                                           |  |
|                                            |                             | Heinrich VI zu Reuß-Köstritz               | Heinrich XXIV zu Reuß-Köstritz                      |  |  |       |  |  |                                |  |  |                                           |  |
|                                            |                             | Heinrich VI zu Reuß-Köstritz               | Heinrich XXIV zu Reuß-Köstritz                      |  |  |       |  |  |                                |  |  |                                           |  |
|                                            |                             | Heinrich VI zu Reuß-Köstritz               | Emma Elionor von Promnitz-Dittersbach               |  |  |       |  |  |                                |  |  |                                           |  |
| Friederike Louise Sophie zu Reuß-Köstritz  |                             | Heinrich VI zu Reuß-Köstritz               |                                                     |  |  |       |  |  |                                |  |  |                                           |  |
|                                            |                             | Henrica Casado de Monteleone               | Antonio Casado y Velasco                            |  |  |       |  |  |                                |  |  |                                           |  |
|                                            |                             | Henrica Casado de Monteleone               | Antonio Casado y Velasco                            |  |  |       |  |  |                                |  |  |                                           |  |
|                                            |                             | Henrica Casado de Monteleone               | Marguerite Huguetan                                 |  |  |       |  |  |                                |  |  |                                           |  |
|                                            |                             | Henrica Casado de Monteleone               |                                                     |  |  |       |  |  |                                |  |  |                                           |  |

## Titoli e trattamento
- 5 dicembre 1804 – 31 maggio 1829: Sua Altezza Serenissima, la principessa Agnese di Hohenlohe-Langenburg
- 31 maggio 1829 – 9 settembre 1833: Sua Altezza Serenissima, la Principessa Ereditaria di Löwenstein-Wertheim-Rosenberg, Principessa di Hohenlohe-Langenburg